# Lluvia de azufre

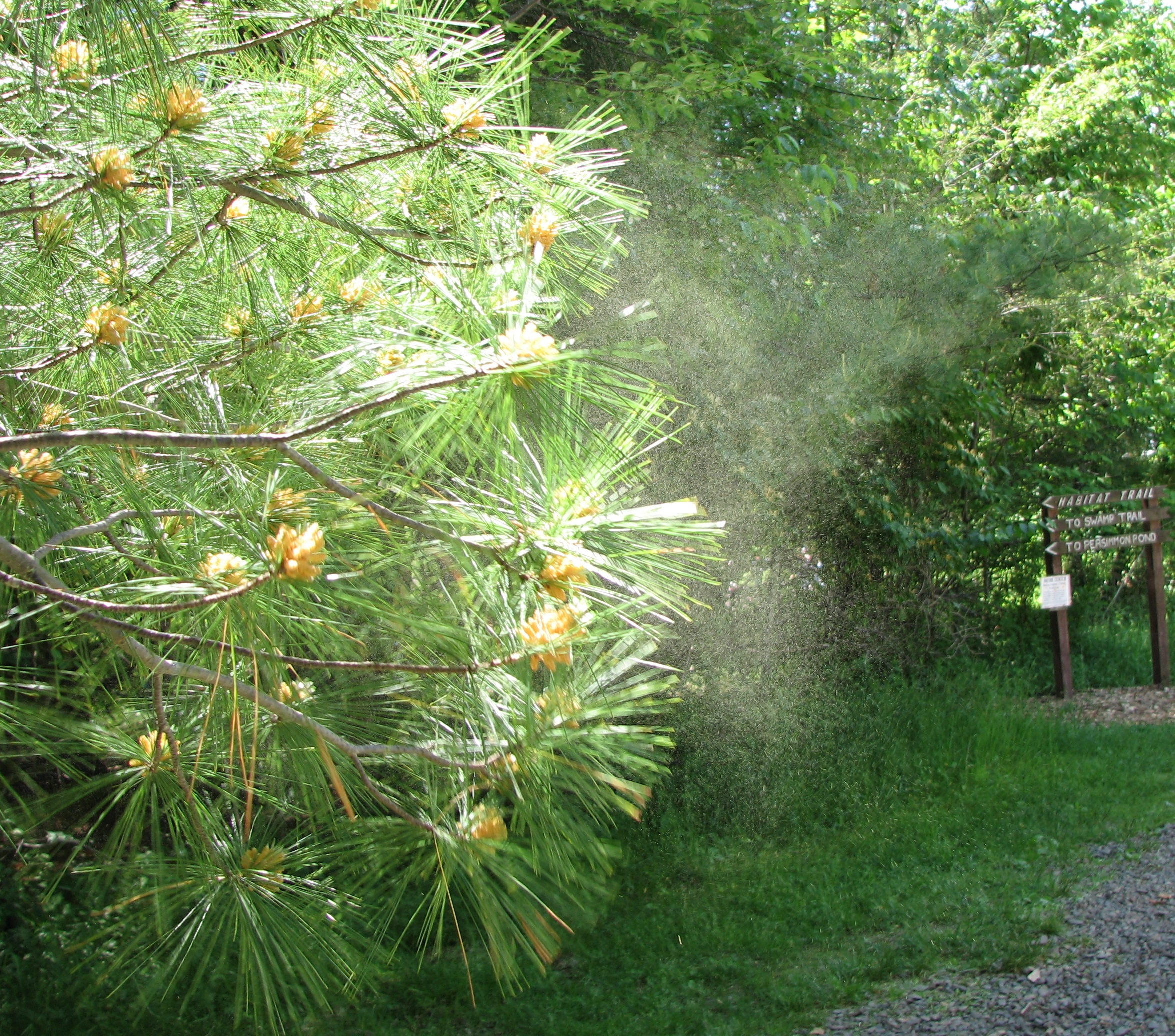
Lluvia de azufre producida por pinos durante su floración.

En Botánica se llama lluvia de azufre a una gran masa de polen producida durante la etapa reproductiva por ciertas especies con polinización anemófila, como por ejemplo las coníferas. Las coníferas son un grupo muy antiguo de plantas que siempre han utilizado la polinización por el viento para reproducirse. Este azaroso método les resulta eficaz y no han gastado su energía desarrollando flores llamativas para que la polinización se asegure mediante insectos e incluso vertebrados. Aunque los robles son posteriores en la evolución, también, desde su altura, confían al viento la polinización, pero producen menos polen que los pinos. En los grandes bosques de coníferas de los países nórdicos se observa que la lluvia de azufre durante la primavera termina depositándose en las masas de agua y que, finalmente, se acumula en las orillas de ríos y lagunas.
El nombre "lluvia de azufre" se debe al color amarillo de los granos de polen y a la gran cantidad en la que se producen. Dichos granos de polen llegan a encontrarse suspendidos en el aire en altas concentraciones, pero por acción de las
precipitaciones pluviales caen y se concentran o depositan sobre diversas superficies junto con el agua de lluvia.